# Podkira
Podkira – polana i łąka w Pieninach Czorsztyńskich. Należy do wsi Sromowce Wyżne w województwie małopolskim, w powiecie nowotarskim, gminie Czorsztyn. Znajduje się na lewych zboczach doliny Głębokiego, po zachodniej stronie drogi z Krośnicy do Sromowiec Wyżnych. Polana jest z niej widoczna, dochodzi bowiem do samej drogi. Po wschodniej stronie tej drogi znajduje się łąka Zaukierze.
Podkira znajduje się na obszarze Pienińskiego Parku Narodowego, ale stanowi własność prywatną. Aby nie zarosła lasem jest koszona. Nazwa polany pochodzi od lasu Kira znajdującego się między polaną a wąwozem Duży Loch.